# Hermann Stadler (Wissenschaftshistoriker)
Hermann Stadler (* 14. Juli 1861 in Neunburg vorm Wald; † 19. Oktober 1921 in Freising) war ein deutscher Altphilologe und Wissenschaftshistoriker. Sein Spezialgebiet war die antike und mittelalterliche Zoologie, Botanik und Pharmakologie.

## Leben
Hermann Stadler, der Sohn des Notars Erdmann Jakob Stadler (1825–1871), wuchs in Neunburg vorm Wald und in Kelheim auf, wohin sein Vater 1867 versetzt wurde. Nach dem Tod seines Vaters 1871 besuchte er das Königliche Lyzeum in Regensburg und studierte in München an der Ludwig-Maximilians-Universität und an der Technischen Hochschule Klassische Philologie und Naturwissenschaften. 1879 wurde er im Corps Makaria München recipiert. Nach der Staatsprüfung 1883 unterrichtete er am nachmaligen Descartes-Gymnasium, wo er am 16. August 1888 zum Studienlehrer ernannt wurde. Zugleich schrieb er bei Wilhelm von Christ seine Doktorarbeit über die Naturalis historia von Plinius dem Älteren. 1891 wurde er in München zum Dr. phil. promoviert.
Später wechselte er an das Gymnasium in Bamberg, am 13. Dezember 1898 an das Königliche humanistische Gymnasium in Freising, wo er am 1. Januar 1899 zum Professor ernannt wurde. Zum 8. Oktober 1901 ging er an das Maximiliansgymnasium München; zugleich wirkte er von 1902 bis 1912 als Privatdozent (später als Honorarprofessor) für Geschichte der beschreibenden Naturwissenschaften an der Technischen Hochschule in München. 1909, bereits im fortgeschrittenen Alter, wurde Stadler zum Konrektor am späteren Reuchlin-Gymnasium (Ingolstadt) ernannt. Wenige Jahre später (1912) erhielt er einen Schulleiterposten am Kurfürst-Maximilian-Gymnasium in Burghausen. 1916 kehrte er als Oberstudiendirektor an das Königliche humanistische Gymnasium in Freising zurück, wo er nach zwei Schlaganfällen mit 60 Jahren  starb.
Stadlers wissenschaftliche Arbeit konzentrierte sich auf die lateinischen naturwissenschaftlichen Schriften der Spätantike und des Mittelalters. In einem Nachruf rühmte Karl Sudhoff „die in ihm verkörperte beste Kenntnis von antiker und mittelalterlicher biologischer Naturwissenschaft“, die Stadler in verschiedenen Spezialstudien zu den Schriften des Pedanios Dioskurides, Pseudo-Soranos, Pseudo-Macer und anderen demonstrierte. Seine Kenntnisse dieser Schriften nutzte er auch für den Thesaurus Linguae Latinae, sowohl durch Beiträge zum Archiv für lateinische Lexikographie und Grammatik (von 1894 bis 1906) als auch durch seine Exzerpte für Zettelarchiv (lateinische Übersetzungen der Schriften von Galenos und Dioskorides) und Artikel für die Bände 2 und 3 (1906, 1909).
Zu Stadlers großen Leistungen gehören die Studien zu Albertus Magnus, dessen Bedeutung als Biologe er eingehend erschloss und dokumentierte – vor allem in Editionen von Alberts Schriften De principiis motus processivi (1909) und De animalibus libri (1916–1920). Seine umfassenden Kenntnisse brachte Stadler auch in Beiträgen zu Paulys Realencyclopädie der classischen Altertumswissenschaft (ab 1901) an. Er war Mitglied der Geographischen Gesellschaft in München (ab 1894), der Königlichen Botanischen Gesellschaft in Regensburg (ab 1901) und der Deutschen Gesellschaft für Geschichte der Medizin und der Naturwissenschaften, dort auch Vorstandsmitglied und Mitherausgeber des Archivs für die Geschichte der Naturwissenschaften und der Technik.

## Schriften
- als Hrsg.: Dioscorides Longobardus. (Cod. Lat. Monacensis 337) Aus T. M. Aurachers Nachlass herausgegeben und ergänzt von Hermann Stadler. In: Romanische Forschungen. Band 10, 1899, S. 181–247, Band 11, 1901, S. 1–121, Band 13, 1902, S. 161–243, und Band 14, 1903, S. 601–602.
- Der lateinische Dioscorides der Münchener Hof- und Staatsbibliothek und die Bedeutung dieser Übersetzung für einen Teil der mittelalterlichen Medizin. In: Janus. Band 4, 1899, S. 548–550.
- Entlehnungen bei den medicinisch-botanischen Schriftstellern des Altertums. Berlin 1900
- Alberti Magni liber de principiis motus processivi ad fidem Coloniensis archetypi. München 1909 (Schulprogramm)
- Vorbemerkungen zur neuen Ausgabe der Tiergeschichte des Albertus Magnus. München 1912 (Sitzungsberichte der Königlich Bayerischen Akademie der Wissenschaften, philosophisch-philologische und historische Klasse. Jahrgang 1912, 1. Abhandlung)
- Albertus Magnus, De animalibus libri XXVI. Nach der Cölner Urschrift herausgegeben von Hermann Stadler. 2 Bände. Münster in Westfalen 1916–1920 (= Beiträge zur Geschichte der Philosophie des Mittelalters. Band 15–16).